# The Pale Emperor
The Pale Emperor —en español: El emperador pálido— es el noveno álbum de estudio de la banda estadounidense de metal industrial Marilyn Manson. Fue lanzado el 19 de enero de 2015 a través del sello discográfico de Marilyn Manson, Hell, etc, con distribución manejada en los Estados Unidos por Loma Vista Recordings, en Canadá por Dine Alone Records e internacionalmente por Cooking Vinyl. El álbum fue lanzado en versiones estándar, deluxe y en ediciones limitadas tanto en formato CD como en vinilo. La versión estándar del álbum está compuesta por diez temas, mientras que la edición de lujo incluye tres versiones acústicas como temas adicionales.

## Grabación
Producido por Manson y el recién llegado Tyler Bates, quien conoció a través de su participación mutua en la serie Californication, The Pale Emperor evita el género rock industrial habitual de la banda en favor de un sonido al estilo blues. El álbum también cuenta con el baterista Gil Sharone, exintegrante de The Dillinger Escape Plan, y es el primer lanzamiento desde su regreso en 2008 al no presentar la escritura y rendimiento 
por parte del bajista Twiggy. El álbum está dedicado a la madre de Manson, quien murió durante su producción después de una batalla de ocho años con la enfermedad de Alzheimer.
El álbum obtuvo críticas y éxito comercial tras la liberación, recibiendo críticas generalmente favorables de los críticos de música contemporánea, con varias publicaciones refiriéndose a ella como su mejor disco en más de una década. Debutó en el número ocho en el Billboard 200 con ventas semanales de apertura más altos de la banda desde Eat Me, Drink Me (2007). También encabezó la lista nacional de álbumes en Suiza, y alcanzó su punto máximo dentro de los veinte primeros en más de veinte otros territorios. "Deep Six" el segundo sencillo del álbum pasó a convertirse en la posición más alta en horas en las gráfica Mainstream Rock Tracks.
Para seguir promocionando al álbum Manson comenzó el Hell Not Hallelujah Tour, que luego fue seguido por una gira coprotagonizada con The Smashing Pumpkins llamado The End Times.
La temática del disco, al tratarse de uno de los más suaves en sonido de la banda, pretende reflejar todo lo que Marilyn Manson ha vivido desde que obtuvo fama con el disco Antichrist Superstar en 1996 hasta 2010. En Cupid Carries A Gun, donde Manson hace una canción con temática de Salem, tiene también la interpretación de sus relaciones amorosas con Dita Von Teese y Evan Rachel Wood.

## Portada
La portada muestra a Marilyn Manson representando a Mefistófeles, un demonio mitológico, sentado y posando, su cara y figura se ve en un efecto borroso, es a escala de blanco y negro.
Es la segunda portada de su discografía que no muestra el título del álbum.

## Canciones
El primer anticipo de este nuevo álbum de Marilyn Manson llegó gracias a una serie de televisión titulada Salem, estrenada el 27 de abril de 2014 y en la que aparecía el tema Cupid Carries a Gun, que posteriormente se lanzaría como tercer sencillo del álbum.
Una parte del tema Killing Strangers apareció también en otro producto para la gran pantalla, la película John Wick, protagonizada por Keanu Reeves, estrenada el 24 de octubre de 2014.
Además de Cupid Carries a Gun, se lanzaron dos sencillos más para promocionar el álbum. Third Day of a Seven Day Binge se estrenó el 26 de octubre de 2014, aunque ya se había hecho una presentación previa en el programa Rock Show de BBC Radio 1 por Daniel P. Carter, ese mismo día. Tras la presentación, el tema se puso a disposición de los fans mediante descargas digitales en la web de la banda.
Deep Six se lanzó como sencillo el 16 de diciembre de 2014 mediante descarga digital. El vídeo, estrenado a través de Youtube, fue dirigido por el realizador Bart Hess, aumentando la popularidad de la canción hasta avanzar al puesto 8 en la lista de Mainstream Rock de Billboard, convirtiéndose en el sencillo de Marilyn Manson en alcanzar el puesto más alto en esta lista.

## Lista de canciones
Todas las letras escritas por Marilyn Manson, toda la música compuesta por Tyler Bates. 
| N.º   | Título                                                                  | Duración |  |
| 1.    | «Killing Strangers»                                                     | 5:36     |  |
| 2.    | «Deep Six»                                                              | 5:02     |  |
| 3.    | «Third Day of a Seven Day Binge»                                        | 4:26     |  |
| 4.    | «The Mephistopheles of Los Angeles»                                     | 4:57     |  |
| 5.    | «Warship My Wreck»                                                      | 5:57     |  |
| 6.    | «Slave Only Dreams to Be King»                                          | 5:20     |  |
| 7.    | «The Devil Beneath My Feet»                                             | 4:16     |  |
| 8.    | «Birds of Hell Awaiting»                                                | 5:05     |  |
| 9.    | «Cupid Carries a Gun»                                                   | 4:59     |  |
| 10.   | «Odds Of Even» (La edición deluxe agrega 1:30 de silencio a la canción) | 6:22     |  |
| 52:00 |                                                                         |          |  |

| Deluxe Edition |                                                                                    |          |  |
| N.º            | Título                                                                             | Duración |  |
| 11.            | «Day 3» (Versión acústica de "Third Day of a Seven Day Binge")                     | 4:11     |  |
| 12.            | «Fated, Faithful, Fatal» (Versión acústica de "The Mephistopheles of Los Angeles") | 4:41     |  |
| 13.            | «Fall of the House of Death» (Versión acústica de "Odds of Even")                  | 4:30     |  |
| 65:22          |                                                                                    |          |  |

## Créditos
- Grabado en Abattoir Studios, Studio City, California.
- Baterías grabadas por Gustavo Borner en Igloo Studios, Burbank, California.
- Mezcla por Robert Carranza y Wolfgang Matthes en SPPP, Los Ángeles, California.
- Masterizado por Brian Lucey en Magic Garden Mastering, Los Ángeles, California.

Personal
- Marilyn Manson – voz, teclados en "Slave Only Dreams to Be King",[18] percusión, compositor, productor
- Tyler Bates – bajo, guitarra eléctrica, arpegio, teclados, composición, programación, producción
- Gil Sharone – batería

Personal adicional
- Walter Goggins, Jr. – predicador en "Slave Only Dreams to Be King".
- Frank Macchia – barítono y saxo tenor en "Birds of Hell Awaiting".
- Roger Joseph Manning, Jr. – piano en "Slave Only Dreams to Be King".

Personal técnico
- Emma Banks – agente ejecutivo.
- Tony Ciulla – management
- Nicholas Cope – fotografía
- Chris Daltson – agente ejecutivo.
- Dylan Eiland – programación adicional.
- Joanne Higginbottom – edición de Pro Tools.
- Wolfgang Matthes – programación adicional.
- Willo Perron – dirección creativa.
- Hassan Rahim – dirección de arte.
- Rick Roskin – agente ejecutivo.
- Laurie Soriano – legal

Créditos extraídos del folleto de The Pale Emperor.
´

## Lista de posiciones
| Gráficas(2015)                          | Pico de posición |
| --------------------------------------- | ---------------- |
| Australia (ARIA)                        | 6                |
| Austria (Ö3 Austria)                    | 4                |
| Bélgica (Ultratop Flandes)              | 20               |
| Bélgica (Ultratop Valonia)              | 5                |
| Canadá (Billboard Canadian Albums)      | 4                |
| Croatian Albums (HDU)                   | 31               |
| República Checa (ČNS IFPI)              | 7                |
| Dinamarca (Hitlisten)                   | 18               |
| Países Bajos (Album Top 100)            | 21               |
| Finlandia (Suomen virallinen lista)     | 10               |
| Francia (SNEP)                          | 5                |
| Alemania (Offizielle Top 100)           | 4                |
| Greek Albums (IFPI)                     | 8                |
| Hungría (MAHASZ)                        | 8                |
| Irlanda (IRMA)                          | 21               |
| Irish Independent Albums (IRMA)         | 5                |
| Italia (FIMI)                           | 26               |
| Japón (Oricon)                          | 25               |
| Mexican Albus Chart (AMPROFON)          | 33               |
| Nueva Zelanda (RMNZ)                    | 5                |
| Noruega (VG‑lista)                      | 24               |
| Polonia (ZPAV)                          | 3                |
| Portugal (AFP)                          | 10               |
| Russian Albums (2M)                     | 2                |
| Escocia (Scottish Albums Chart)         | 17               |
| España (Promusicae)                     | 15               |
| Suecia (Sverigetopplistan)              | 20               |
| Suiza (Schweizer Hitparade)             | 1                |
| Reino Unido (UK Albums Chart)           | 16               |
| Reino Unido (UK Independent Albums)     | 6                |
| UK Rock & Metal Albums (OCC)            | 3                |
| Estados Unidos (Billboard 200)          | 8                |
| US Top Album Sales (Billboard)          | 6                |
| Estados Unidos (Top Rock Albums)        | 3                |
| Estados Unidos (Top Alternative Albums) | 3                |
| Estados Unidos (Top Hard Rock Albums)   | 1                |